# McCormick International 423
Le McCormick International 423 puis International 423 est un tracteur agricole construit en France et en Allemagne par la firme International Harvester, de 1966 à 1975.
Le 423, produit à 28 375 exemplaires, est un tracteur léger (42 ch DIN) de la gamme « Common Market » ; cette série très réussie connaît une durée de vie exceptionnelle, les derniers tracteurs sortant d'usine en 1990.

## Succès de la gamme «Common Market»

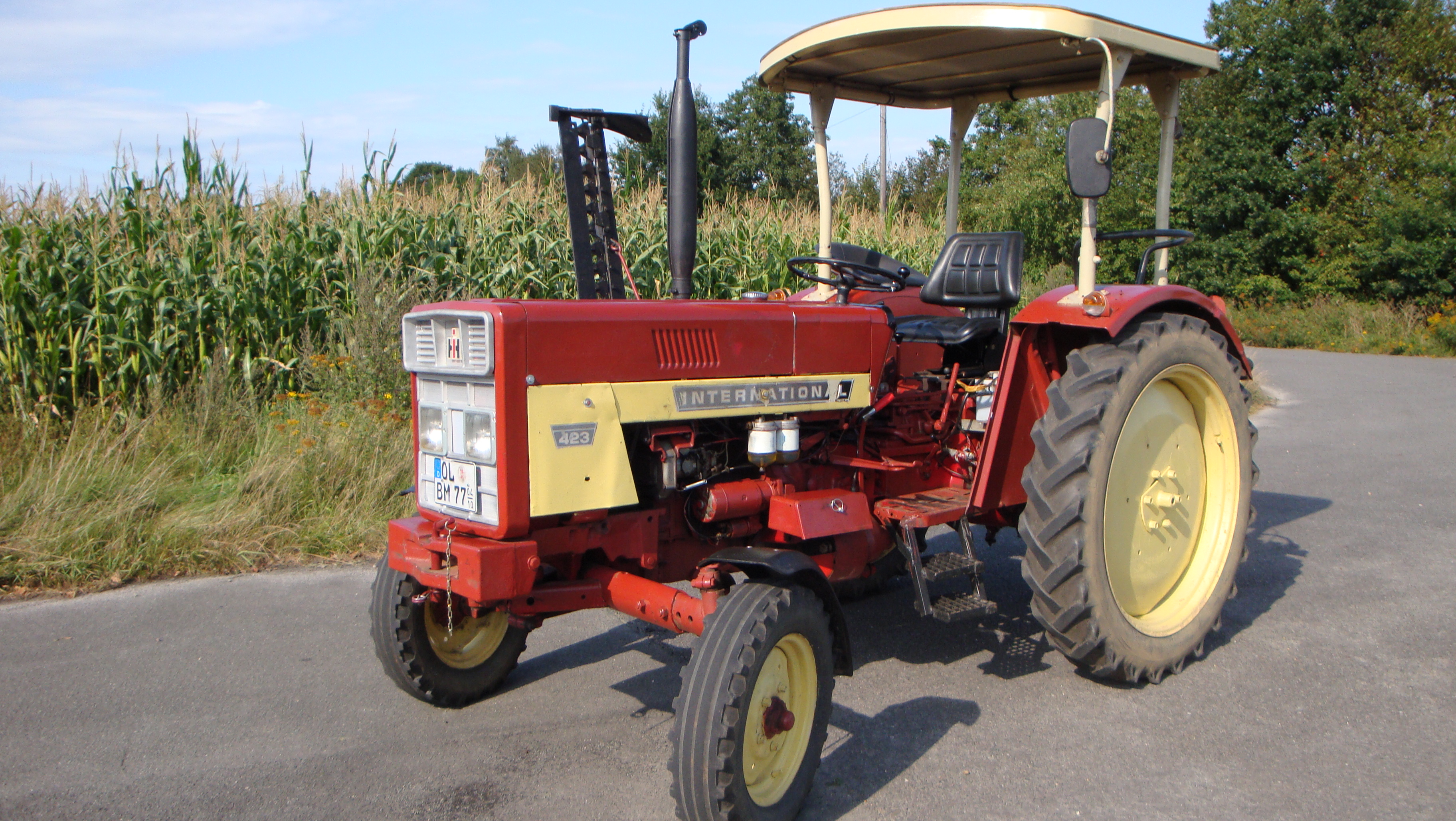
423 de seconde génération.

En 1965, International Harvester propose sa nouvelle gamme de tracteurs « Common Market » (marché commun). Ces engins, destinés à l'Europe, sont construits conjointement en Allemagne et en France : l'usine de Neuss produit tous les moteurs, celle de Saint-Dizier toutes les transmissions, et les deux sites se partagent l'assemblage final. Les types de tracteurs sont désignés par un nombre dont les deux ou trois premiers chiffres indiquent la puissance du moteur et le dernier, le nombre de ses cylindres ; les 523 et 624 sont les premiers commercialisés.
La gamme s'étoffe dès 1966 avec trois autres tracteurs, dont le 423. En 1972, l'ensemble de la gamme, qui compte alors plus d'une dizaine de modèles, bénéficie d'une nouvelle esthétique, sans modification des caractéristiques techniques. Après diverses évolutions, la production des tracteurs Common Market cesse en 1990.
Le McCormick International 423 — la dénomination McCormick prend de moins en moins de place sur la carrosserie au fil des millésimes et disparaît totalement sur les derniers tracteurs produits —, d'une puissance de 42 ch DIN, est commercialisé jusqu'en 1975 dans sa version à écartement standard, et jusqu'en 1973 dans sa version étroite (« vigneronne »). La production s'établit à 27 803 tracteurs standard et 572 vignerons.

## Caractéristiques
Le tracteur est équipé d'un moteur atmosphérique Diesel de marque IH type D-155 à trois cylindres en ligne d'une cylindrée de 2 536 cm3 et à injection directe ; il développe une puissance 42 ch DIN à 2 100 tr/min.
La transmission propose huit rapports en marche avant et deux rapports en marche arrière, répartis sur deux gammes. En option, un réducteur permet de disposer de quatre rapports avant et un rapport arrière supplémentaires, très lents. Enfin, l'option de l'amplificateur de couple « Amplimatic » permet d'arriver à seize rapports avant et quatre rapports arrière ; ce dernier dispositif, très fragile, est un point faible du tracteur. La vitesse maximale du tracteur est de 19,1 km/h.
L'engin est équipé d'une prise de force arrière tournant au 540 tr/min au régime moteur de 1 900 tr/min et d'un relevage arrière d'une capacité de levage de 1 255 kg.

## Modélisme
Le tracteur est reproduit à l'échelle 1:43 par Schuco et Replicagri.